# Castrovillari
Castrovillari es una localidad y comune italiana de la provincia de Cosenza, región de Calabria, con 22.653 habitantes. La ciudad está al lado de dos montañas de más de 2000 metros. En ese municipio está uno de los mayores parques naturales de Europa, el parque natural de Pollino. La ciudad está situada en el valle natural "Conca del Re", bordeada por los Apeninos Lucanos.
El mar Jónico se sitúa a poco más de 30 km y el mar Tirreno entre 50 y 100 km y el clima es típicamente mediterráneo.

## Historia
Las primeras pruebas de la presencia de una civilización avanzada son unos hallazgos arqueológicos de la época helénica y bruzia.
El descubrimiento de ruinas de villas romanas dan la evidencia que el sitio tuvo colonización romana y que el antiguo nombre de la ciudad, "Castrum Villarum", pudo ser debido a esas villas. (Castrum Villarum o sea Fortaleza de las villas)
Hasta el 1064, año en el que los normandos conquistaron la ciudad,  no se hallan otras noticias.
El dominio normando se extendió hasta el 1189, año en el que empezó la dominación Hohenstaufen que se prorrogó hasta el 1266 con la famosa Batalla de Benevento. Con esa batalla todo el sur de Italia, y Castrovillari también, pasaron bajo el dominio de la Dinastía Angevina.
En el 1400, Ferdinando I de Aragón conquistó Castrovillari. En estos años nació el Castillo Aragonés, que fue terminado en el 1480.
El castillo, símbolo de la ciudad no se construyó para proteger a los ciudadanos, sino para castigar a la población local por sus continuas revueltas.
Más tarde, la ciudad pasó bajo la autoridad imperial, para acabar luego como propiedad de los Spinelli de Cariati.
En el 1700, los Borbones tomaron el sur de Italia, y en el 1806 el ejército borbonés sufrió una derrota por mano de Napoleón Bonaparte que conquistó también Castrovillari.
Los franceses llevaron muchas novedades económicas y de orden social. Bajo su dominación se estableció el Distrito de Castrovillari con el que se reconoció la ciudad como guía para todo el territorio del norte de Calabria.
Con la caída de Napoleón, la ciudad volvió bajo los Borbonés hasta la reunificación de Italia. Durante la Unificación de Italia, en el 1860 Giuseppe Garibaldi llegó en la ciudad y en el mismo día se tuvo el plebiscito popular.

## Urbanismo
Se encuentra dividida en dos partes: la parte vieja, llamada Civita caracterizada por viejos callejones y edificaciones muy peculiares. En esa parte de la ciudad se sitúan la Basilíca de San Giuliano, el Protoconvento franciscano, el Castillo Aragonés y encima de una colina el Santuario de la Virgen del Castillo (Santuario della Madonna del Castello).
En la plaza frente al Santuario hay un cañón y una alarma que suena cada día al mediodía para recordar la guerra.
Siempre en la Civita, en el interior del Protoconvento francescano, se sitúa el Teatro Sybaris que cada año es sede de muchos importantes espectáculos.

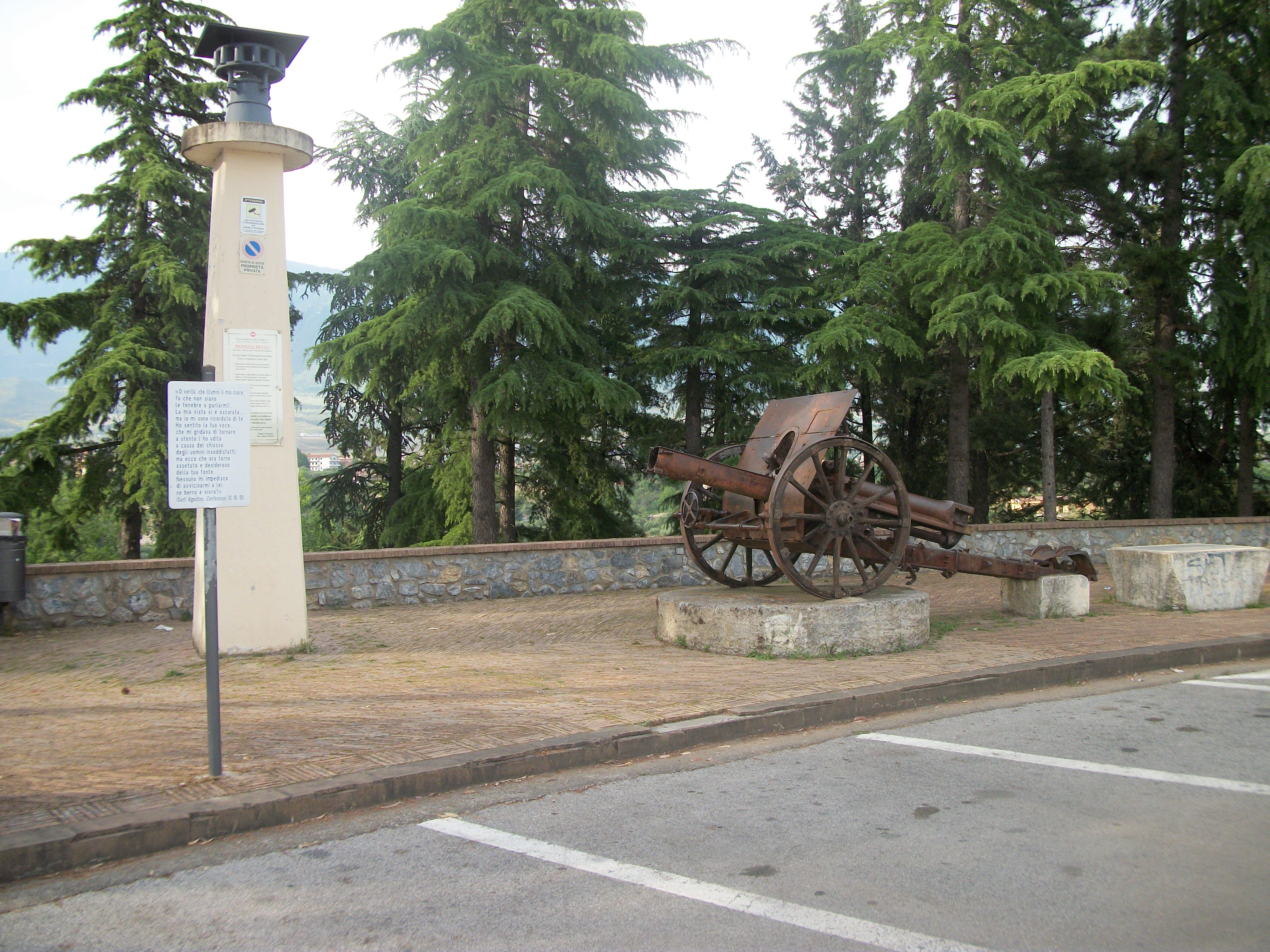
Plaza enfrente del Santuario della Madonna del Castello

La parte nueva de la ciudad, Casale, mucho más grande de la otra se desarrolla sobre el terreno llano Piano dei peri.  Esa parte se caracteriza por calles muy largas típicas de la urbanización del siglo XIX, introducida por los franceses.

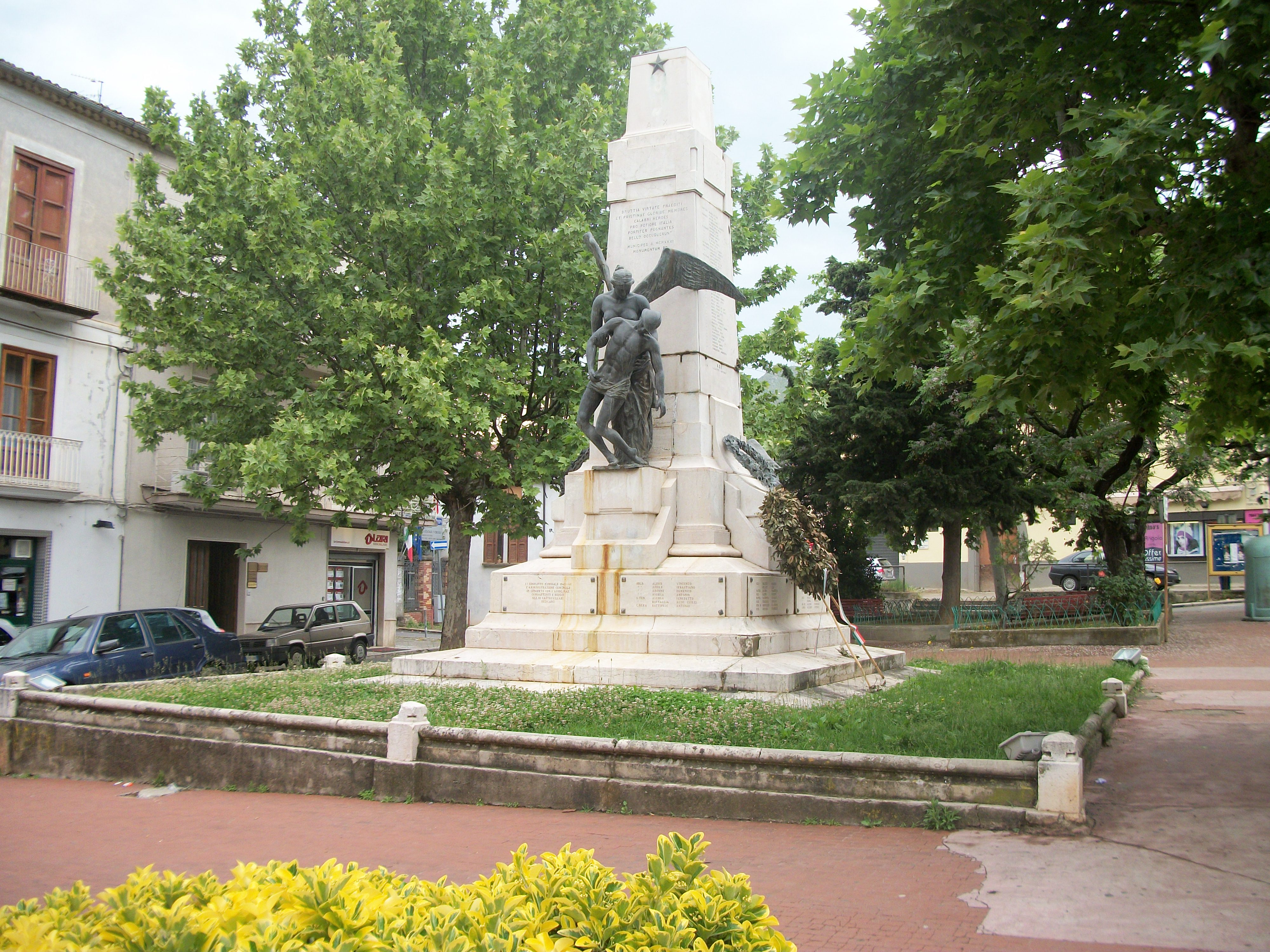
Monumento a los caídos (Piazza indipendenza castrovillari)

## Evolución demográfica
| Gráfica de evolución demográfica de Castrovillari entre 1861 y 2001 |
|                                                                     |
| Fuente ISTAT - elaboración gráfica de Wikipedia                     |

## Minorías étnicas
La población extranjera al 2009 es de 630 hab.

## Cultura

### Museos
El Museo cívico de la ciudad custodia hallazgos de la época paleolítica y también vajilla y bronces encontrados en unas de las antiguas villas romanas cerca de Castrovillari.
La Pinacoteca Andrea Alfano, situada en el Protoconvento franciscano, ofrece todas las obras que el artista Andrea Alfano dejó a su ciudad.
El Museo di arte sacra, situado en la sacristía de la Basilica di San Giuliano, recoge muchos cuadros, vajilla de plata y esculturas del siglo XVI.

### Teatros
El Teatro Sybaris es situado en el Protoconvento franciscano y ofrece 300 asientos. Es el centro de todas las actividades culturales y de las manifestaciones teatrales de la ciudad. Debe su nombre al antiguo nombre del río Coscile.

### Cines
En Castrovillari hay dos: el Cine-teatro Ciminelli y el Cinema Atomic-Cafè.

### Fiestas populares
El Carnival de Castrovillari es una de las mayores atractiva de la ciudad. Nació en el 1959 y cada año miles de visitadores llegan para ver los carros alegóricos y los grupos de música popular.
El Estate Internazionale del Folklore se organiza cada verano en el mes de agosto. Muchos grupos folclóricos de todo el mundo son invitados cada año.
La Primavera dei Teatri es una manifestación teatral que ha llegado ya a la XII temporada. Está empezando a ser reconocida también a nivel nacional gracias al trabajo de su dos autores Saverio LaRuina y Dario De Luca.
De las fiestas populares, la más importante por la población local es sin duda la Festa della Madonna del Castello que se celebra cada año desde el 30 de abril hasta el 3 de mayo. Muchos emigrantes suelen volver cada año para no perder esta fiesta.
Otro evento muy importante son las Focarine di San Giuseppe que se celebran el día 19 de marzo y donde los ciudadanos suelen encender hoguera en las calles y comer platos típicos de la tradición local.
El día 27 de enero se celebra el patrono de la ciudad, San Giuliano, y en la misma Basílica que lleva el nombre del Santo, muchas mujeres ancianas se organizan para cocinar las vecchiarelle, plato típico de este día.

## Transporte y comunicaciones
Castrovillari dista 74 km de Cosenza. Se puede llegar en la ciudad desde la carretera A3 o con el tren, aunque la estación más cerca dista 16 km.
El aeropuerto más cerca es el de Lamezia Terme.

## Medios de comunicaciones
| Riviste-Periodici                                                                          | TV                                               | Radio                      | Portali |
| ------------------------------------------------------------------------------------------ | ------------------------------------------------ | -------------------------- | --- |
| - Il diario di Castrovillari e del Pollino - Il rossonero (periódico Castrovillari calcio) | - www.telecastrovillari.tv - CVTV media arbreshe | - Radio Nord Castrovillari | - www.slowtimemagazine.it - www.abmreport.it - www.castrovillariincomune.it - www.castrovillariblog.it - www.castrovillari.info - www.ildiariodicastrovillari.it - www.carnevalecastrovillari.it - www.dirittodicronaca.it |

## Economía y política
La economía de la ciudad es basada en la agricultura y en la industria de la construcción. Otras industrias en el territorio son las de la producción de leche que cubre el 80% de la demanda regional y una industria del cemento de propiedad de Italcementi.
En el 1992, Castrovillari estuvo a punto de ser por primera vez provincia: durante los días antes de la votación en Parlamento, muchos ciudadanos habían ya reemplazado las matrículas de sus propios coches quitando CS (de Cosenza) y poniendo CV (de Castrovillari)

## Monumentos históricos y religiosos
- Basilica minore e iglesia monumental de S. Giuliano
- Chiesa di S. Maria di Costantinopoli
- Protoconvento Francescano
- Chiesa della SS. Trinità
- Santuario diocesano della Madonna del Castello (1090 d. C.)Santuario della Madonna del castello
- Palazzo Salituri
- Palazzo Salituri alla Giudeca
- Cappella di S. Rocco
- Palazzo Cappelli
- Palazzo Gallo
- Palazzo Gallo vecchio

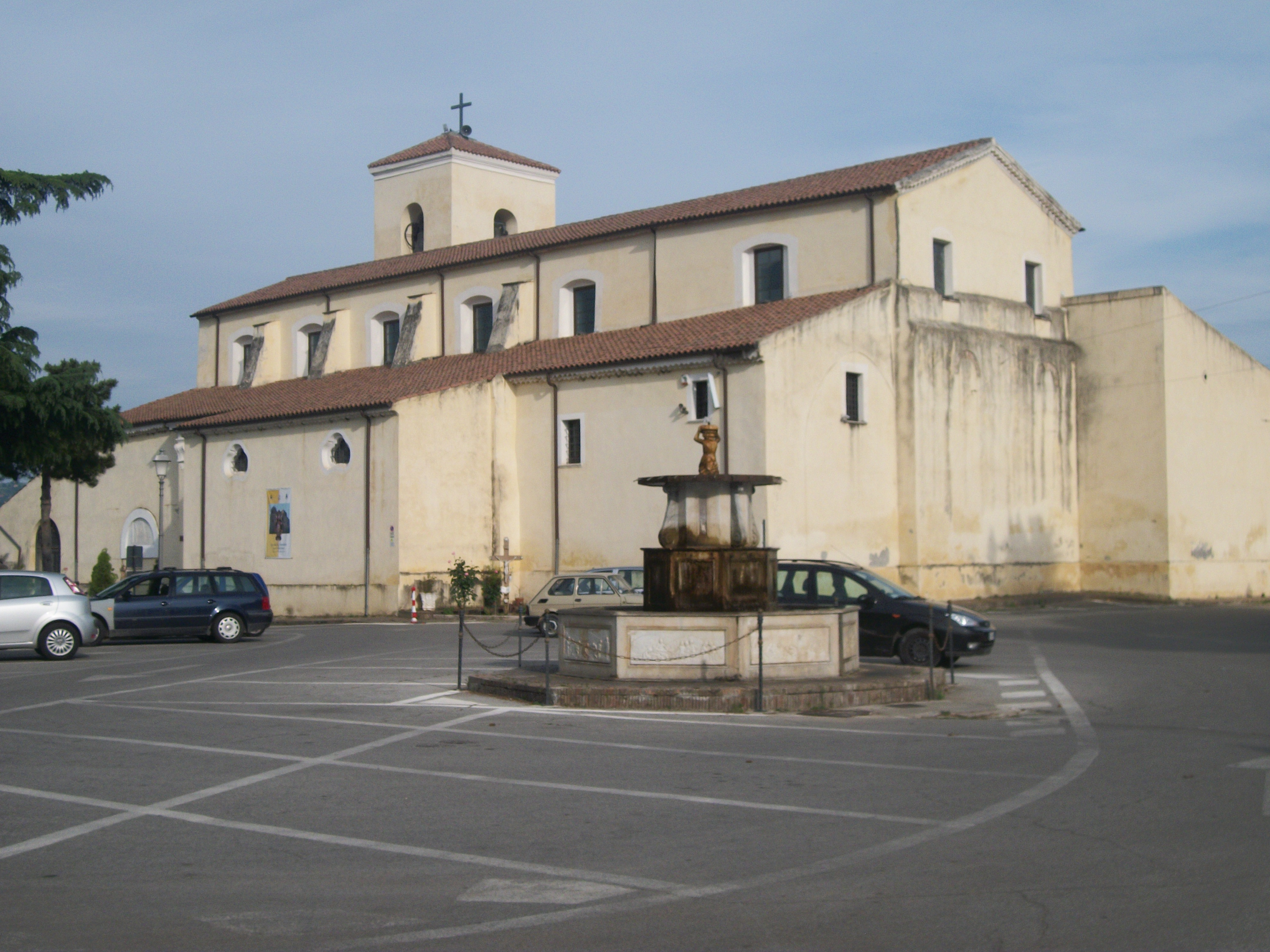
Santuario della Madonna del castello

- Castello Aragonese (1490 d. C.)
- Ponte della Catena e Fontane di S. Giuseppe
- Palazzo del Municipio
- Chiesa di S. Maria delle Grazie
- Scuola Media Statale "G. Fortunato" (antiguo convento)
- Scuola Elementare "Villaggio Scolastico" (construida en época fascista)
- Affresco in stile bizantino Santuario Madonna del Castello Affresco in stile bizantino

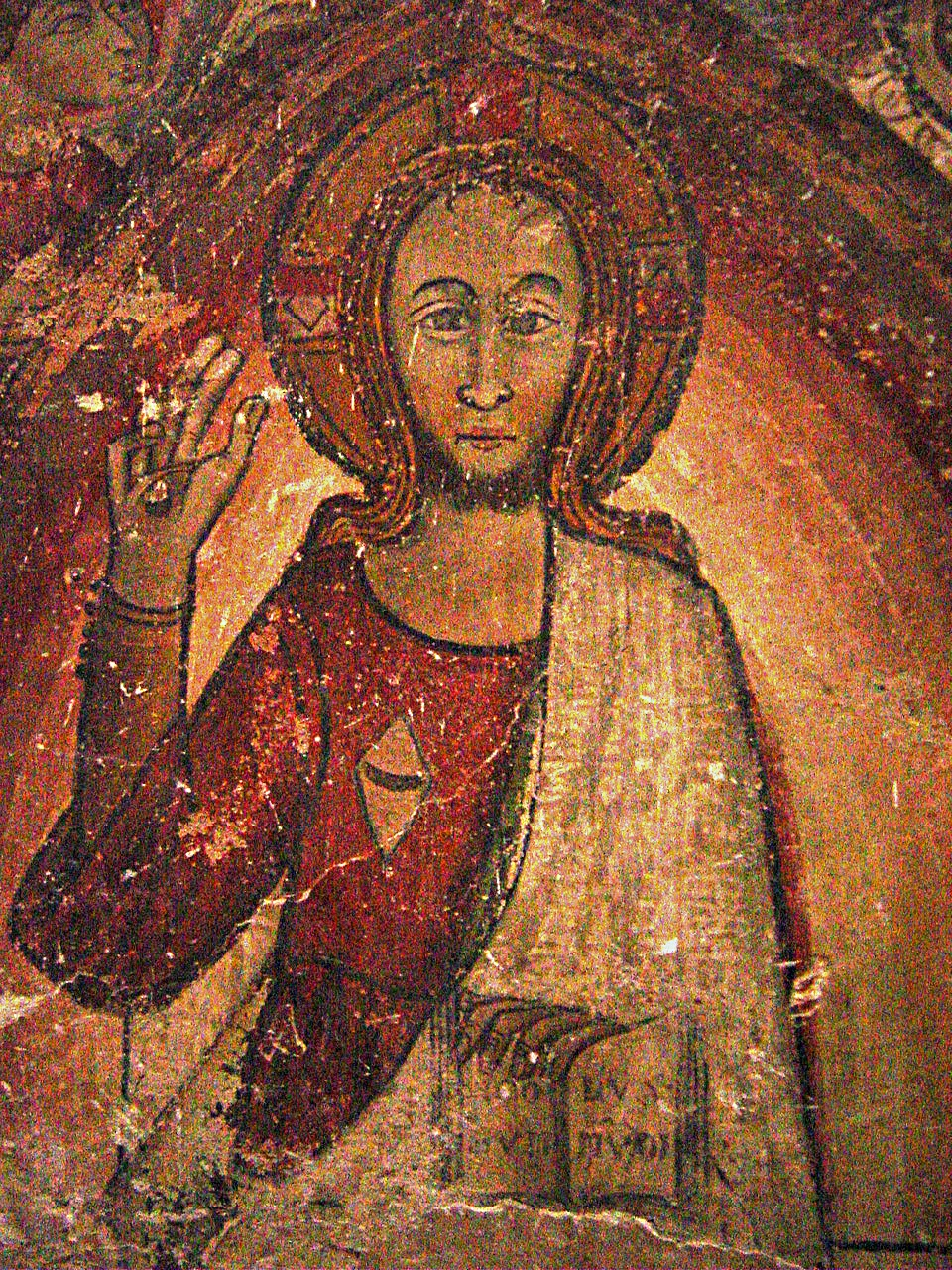
Affresco in stile bizantino

## Deportes
Uno de los deportes más practicado es el ajedrez. El equipo de Castrovillari participa en el campeonato italiano de ajedrez y actualmente juega en la División B.
Castrovillari tiene también un equipo de fútbol, el Castrovillari Calcio, fundado en 1921. Jugó varias temporadas en la Serie C2 (que fue la cuarta serie en orden de importancia en el fútbol italiano). Actualmente juega en el campeonato de Serie D, el cuarto nivel y el máximo campeonato amateur de fútbol en Italia.
El baloncesto presenta un solo equipo, el S.D. Castrovillari Basket S.r.l. que milita en C Regional, aunque desde el 1996 hasta el 1999 jugó en C1. Desde muchos años el equipo local de baloncesto practica una intensa actividad a nivel juvenil.
El voleibol es representado actualmente por dos equipos, uno femenino y uno masculino. Ambos participan al campeonato de serie C.

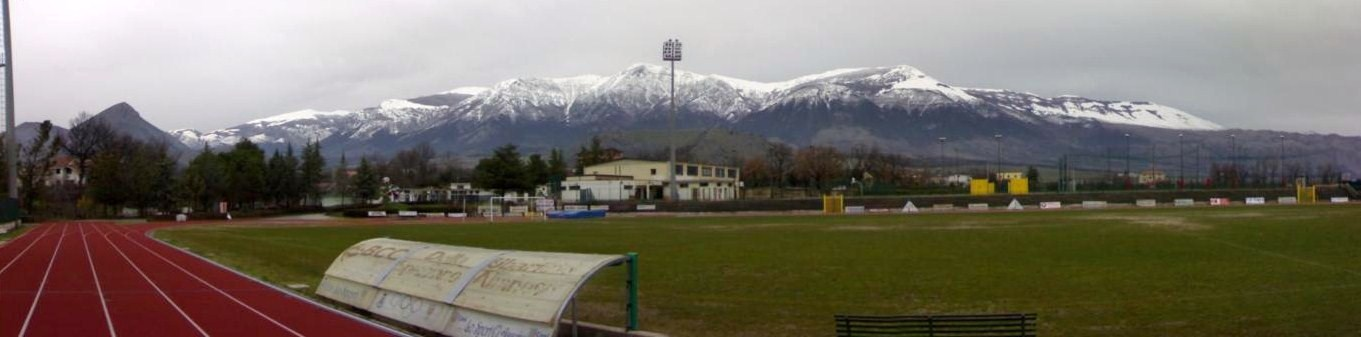
Panorama del Pollino desde el estadio comunal Mimmo Rende